# Selzerbeek

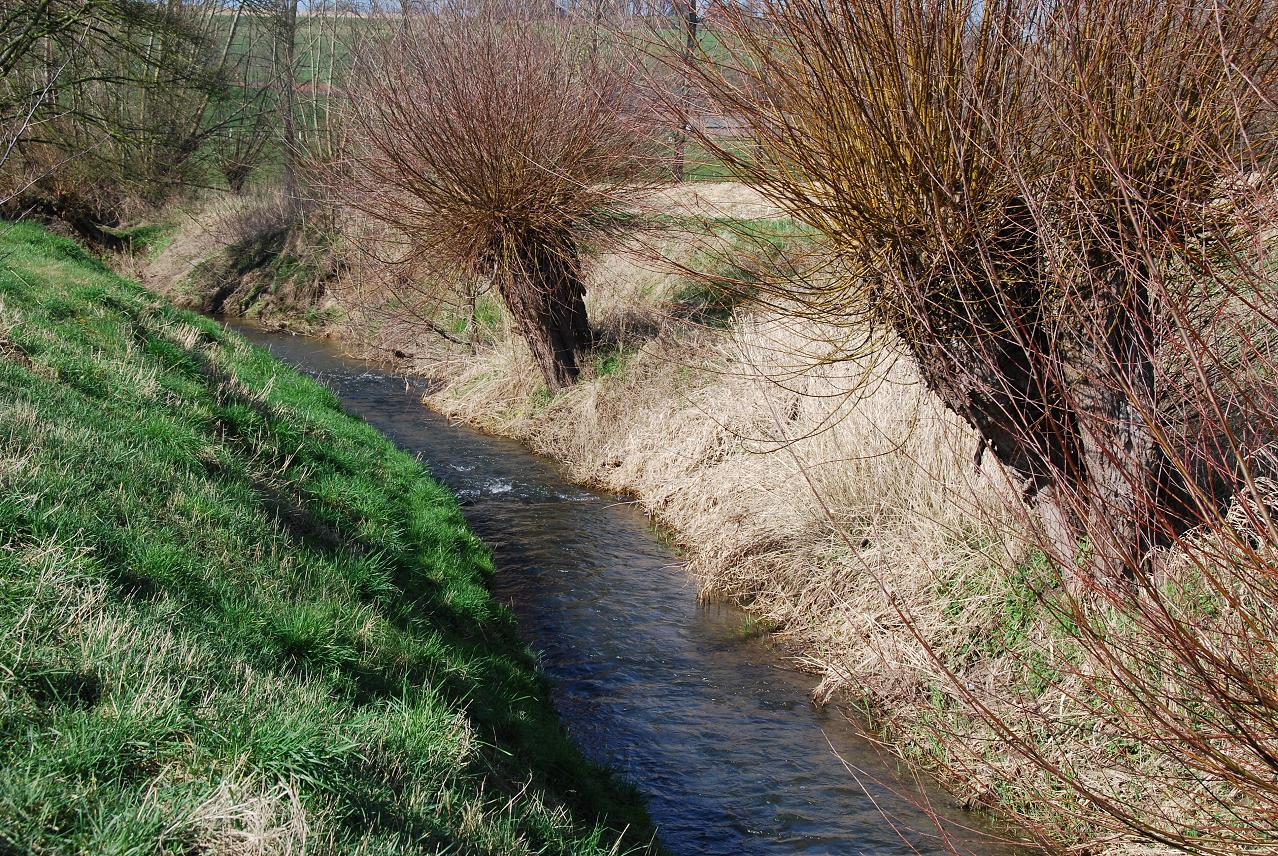
Selzerbeek bij Partij-Wittem

De Selzerbeek, Sinselbeek of Senserbeek (Duits: Senserbach) is een beek in Nederlands Limburg die ongeveer een kilometer over de grens in Duitsland ontspringt. Een groot deel van haar loop vormt de landsgrens Nederland-Duitsland tussen Mamelis en Vaals. Ze loopt vanaf haar bron in Duitsland, ten zuidoosten van Vaals door Vaalserquartier, Vaals, Lemiers (Oud-Lemiers), Mamelis, Nijswiller, Wahlwiller en Partij om even ten westen van Partij uit te monden in de rivier de Geul. 
De beek heeft van oudsher een voorde bij Mamelis waar verschillende veldwegen samenkomen. Te Mamelis was er tevens een watermolen die de Schoeërmolen of Oude Molen werd genoemd. Verder stroomafwaarts zijn er nog twee watermolens. De tweede watermolen is de Molen van het Klooster Redemptoristen in Wittem. De derde watermolen, de Wittemermolen, is gelegen aan de weg Wittem-Wijlre (Wittemer Allee); er werd een molentak in de Selzerbeek aangelegd om deze middenslagmolen te laten draaien. Ten westen van Partij mondt de Selzerbeek uit in de Geul. Dit is een kilometer voor de uitmonding van de Gulp en de Eyserbeek in dezelfde beek ter hoogte van motte Gracht Burggraaf (bij Gulpen); hier komt ook de molentak van de Selzerbeek, via de Eyserbeekloop, in de Geul uit. De samenloop van vier rivieren maakte dit beekdal een strategisch belangrijke plek.
Het Selzerbeekdal wordt aan de noordzijde begrensd door het Plateau van Bocholtz met de Schneeberg en het Kolmonderbosch. Aan de zuidzijde rijst het Plateau van Vijlen op.
Aan de beek dankt buurtschap Sinselbeek haar naam.
De N278 (Rijksweg) tussen Vaals en Gulpen loopt grotendeels door het Selzerbeekdal. Ook de tramlijn Maastricht-Vaals liep in het begin van de 20e eeuw door het dal met als eindpunt Station Vaals.

## Zijbeken
Onderweg wordt de Selzerbeek gevoed door verschillende zijrivieren. Deze liggen hoofdzakelijk aan de linkerzijde (ten zuiden) van de beek en komen voort uit het bronnengebied tussen Vijlen en Vaals. Vanaf de bron zijn dit de:
- Zieversbeek, gevoed door vele kleine zijbeken en lokale bronnen tussen Holset, Wolfhaag en Vaals en mondt uit in de Selzerbeek ten oosten van Lemiers.
- Hermansbeek, ontspringt ten zuidwesten van Holset, en loopt tussen Harles en Holset naar Lemiers om daar ten noorden bij Kasteel Lemiers uit te monden in de Selzerbeek.
- Harleserbeek, ontspringt ten zuiden van Harles en stroomt noordoostelijk om ten noordwesten van Lemiers in de Selzerbeek uit te monden.

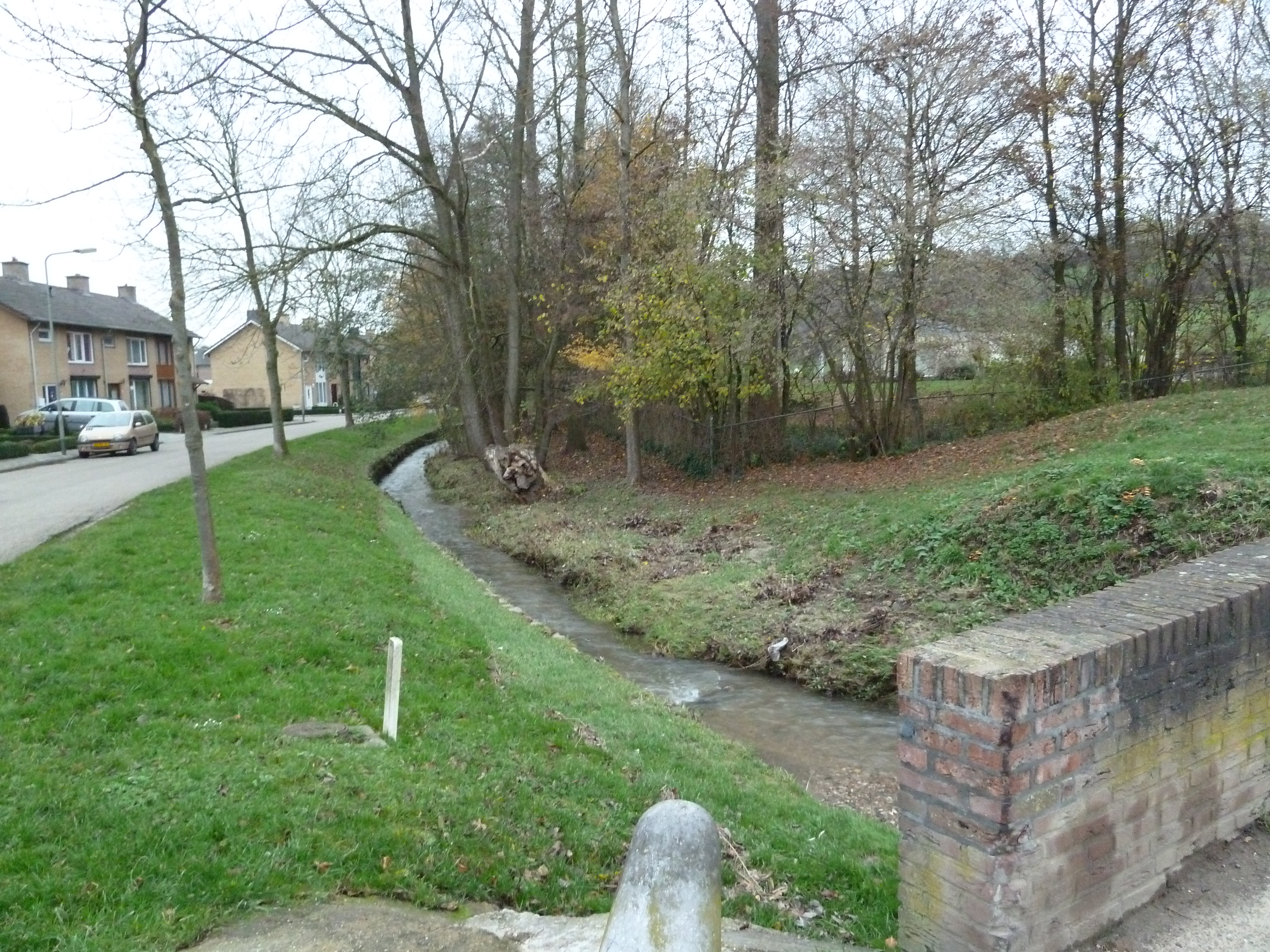
De beek in Wahlwiller